# 秘罕䲁
秘罕䲁（學名：Spaniblennius clandestinus），為輻鰭魚綱鳚形目䲁科罕䲁屬的一種，分布於中東大西洋維德角群島至安哥拉納米貝海域，體長可達4.6公分，棲息在沿海水淺區，雌魚產附著性卵，雄魚有護卵行為，幼魚為浮游性，生活習性不明。